# Chimmie Fadden
Chimmie Fadden è un film muto del 1915 scritto, prodotto, diretto e montato da Cecil B. DeMille. Nel ruolo del protagonista, Victor Moore, aveva interpretato Chimmie Fadden anche a teatro.
Il soggetto è tratto dall'omonimo racconto breve apparso sul New York Sun e dal lavoro teatrale dallo stesso titolo (andato in scena a New York il 13 gennaio 1896) di E.W. Townsend.
In quell'anno, DeMille gira anche Chimmie Fadden Out West, sua continuazione ideale, che esce in novembre.

## Trama
A New York, Chimmie Fadden vive poveramente nella Bowery con la madre e il fratello Larry. Un giorno, dopo aver difeso un giornalista dalle prepotenze di un bullo, viene arrestato. Fanny Van Cortland, la figlia di un milionario che si trova nel quartiere per fare beneficenza, avendo assistito alla lotta, si attiva per farlo liberare. Fanny, in seguito, fa assumere Chimmie come domestico nell'elegante residenza dei Van Cortland a Long Island, grata perché il giovane l'ha salvata da un seduttore. Nel suo nuovo lavoro, Chimmie non si dimostra granché abile: in compenso, si innamora subito di Hortense, la graziosa cameriera francese. Una notte, Chimmie scopre il fratello Larry rubare in casa l'argenteria in combutta con Antoine, il cameriere. Il giovane stende con un pugno Antoine, lasciandolo svenuto e nasconde Larry quando il padrone di casa entra nella stanza per scoprire cosa stia succedendo. Distogliendo l'attenzione da Larry, che è nascosto nel camino, Chimmie agevola la sua fuga ma poi si prende la colpa del furto. Licenziato, il giorno seguente Chimmie cerca il fratello per recuperare l'argenteria che vuole restituire, ma viene arrestato. Sarà liberato dopo la confessione di Larry, spinto a costituirsi dalla madre. Chimmie, adesso libero, riesce finalmente a rubare un bacio a Hortense.

## Produzione
Il film fu prodotto dalla Jesse L. Lasky Feature Play Company con un budget stimato di 10 504 dollari. Le riprese durarono dal 3 maggio 1915 al 18 maggio 1915. Lo scenografo Wilfred Buckland progettò e curò la realizzazione di due angoli di strada di New York, con edifici alti tre piani.

## Distribuzione
Il copyright del film, richiesto dalla Jesse L. Lasky Feature Play Co., Inc., fu registrato il 9 giugno 1915 con il numero LU5501.

Distribuito dalla Famous Players-Lasky Corporation e dalla Paramount Pictures, il film uscì nelle sale cinematografiche statunitensi il 28 giugno 1915. Il 27 aprile 1919, ne fu fatta uscire una riedizione . Negli Stati Uniti, il film incassò 78 944 dollari.
Non si conoscono copie ancora esistenti della pellicola che viene considerata presumibilmente perduta.